# 2MASS J15164306+3053443
2MASS J15164306+3053443 ist ein Brauner Zwerg der Spektralklasse T0,5 im Sternbild Nördliche Krone. Er wurde 2006 von Kuenley Chiu et al. entdeckt.